# The West Point Story
The West Point Story ist ein Musical-Film von Roy Del Ruth aus dem Jahr 1950. Der Film wurde für seine Musik bei der Oscarverleihung 1951 für den Oscar nominiert.

## Handlung
Der ehemals erfolgreiche Broadway-Musical-Regisseur Elwin ‘Bix’ Bixby ist an einem Tiefpunkt seiner Karriere. Der Broadway-Produzent Harry Eberhart macht ihm zu diesem Zeitpunkt das Angebot, die jährliche 100th Night Show in der Militärakademie West Point zu produzieren. Sein talentierter Neffe Tom Fletcher hat das Stück geschrieben. Insgeheim soll Bixby aber Fletcher überzeugen, nach dem Erfolg des Stücks seine Militärkarriere zugunsten des Show-Business aufzugeben. Bixbys Verlobte Eve Dillon überzeugt ihn, das Angebot anzunehmen.
Bixby begibt sich in Begleitung seiner Verlobten als Assistentin und der befreundeten Schauspielerin Jan Wilson nach West Point. Es kommt zu Komplikationen, da Bixby als dekorierter Veteran der US Army nicht viel auf die in West Point herrschenden militärischen Regeln gibt.

## Produktion
The West Point Story spielt nicht nur laut Drehbuch in der United States Military Academy in West Point, sondern wurde dort auch tatsächlich gedreht.

## Rezeption
In einer zeitgenössischen Kritik urteilte Variety, dass der Film durch eine frische Behandlung und Neue Änderungen an der Formel für Musicals eine brauchbare Unterhaltung sei. In der New York Times wurde demgegenüber die Ansicht vertreten, dass es das beste Musical der Saison wäre, wenn nur alles andere auch nur beinahe so gut wie Cagney wäre. Wenn er nicht zu sehen sei würde die Romanze absurd und das patriotische Brusttrommeln würde zur Chorknaben-Parade verkommen.
In einer neueren Besprechung wird geschrieben, dass James Cagney viel Energie zeige, aber Probleme habe zu leuchten. Seine Mitspieler Virginia Mayo, Doris Day und Gordon MacRae sängen sich währenddessen durch Lieder, die dringend einen Publikumshit bräuchten. Roy Del Ruth hätten in der Lage sein sollen, den Film mit geschlossenen Augen zu inszenieren, und habe womöglich genau das getan.

## Nominierungen
- Oscar 1951: Ray Heindorf wurde in der Kategorie Beste Musik in einem Musical-Film nominiert. Der Oskar ging an Adolph Deutsch und Roger Edens für Duell in der Manege (Annie Get Your Gun).[5]
- Writers Guild of America Award 1951: John Monks jr., Charles Hoffman und Irving Wallace wurden für den WGA Award in der Kategorie Bestgeschriebenes amerikanisches Musical nominiert. Dieser WGA Award ging an Sidney Sheldon für Duell in der Manege (Annie Get Your Gun).[6]